# 菲達芝士
菲達芝士（希臘語：φέτα）產自希臘。傳統的菲達芝士主要以山羊奶製作，但現時的菲達芝士已經改用牛奶製成。這種芝士沒有外殼，芝士肉是白色，堅實但易碎，上面有小洞眼及裂縫，味道強烈，富有鹽味。